# Smörgåsbord
Lo smörgåsbord (IPA /ˈsmœ̞rɡɔsˌbuːɖ/, letteralmente "tavola di tramezzini" da bord = tavola e smörgås = tramezzino imburrato) è un pasto a buffet originario della Svezia ma più in generale tipico dei Paesi scandinavi; in Norvegia è chiamato koldtbord ("tavola fredda").

## Descrizione

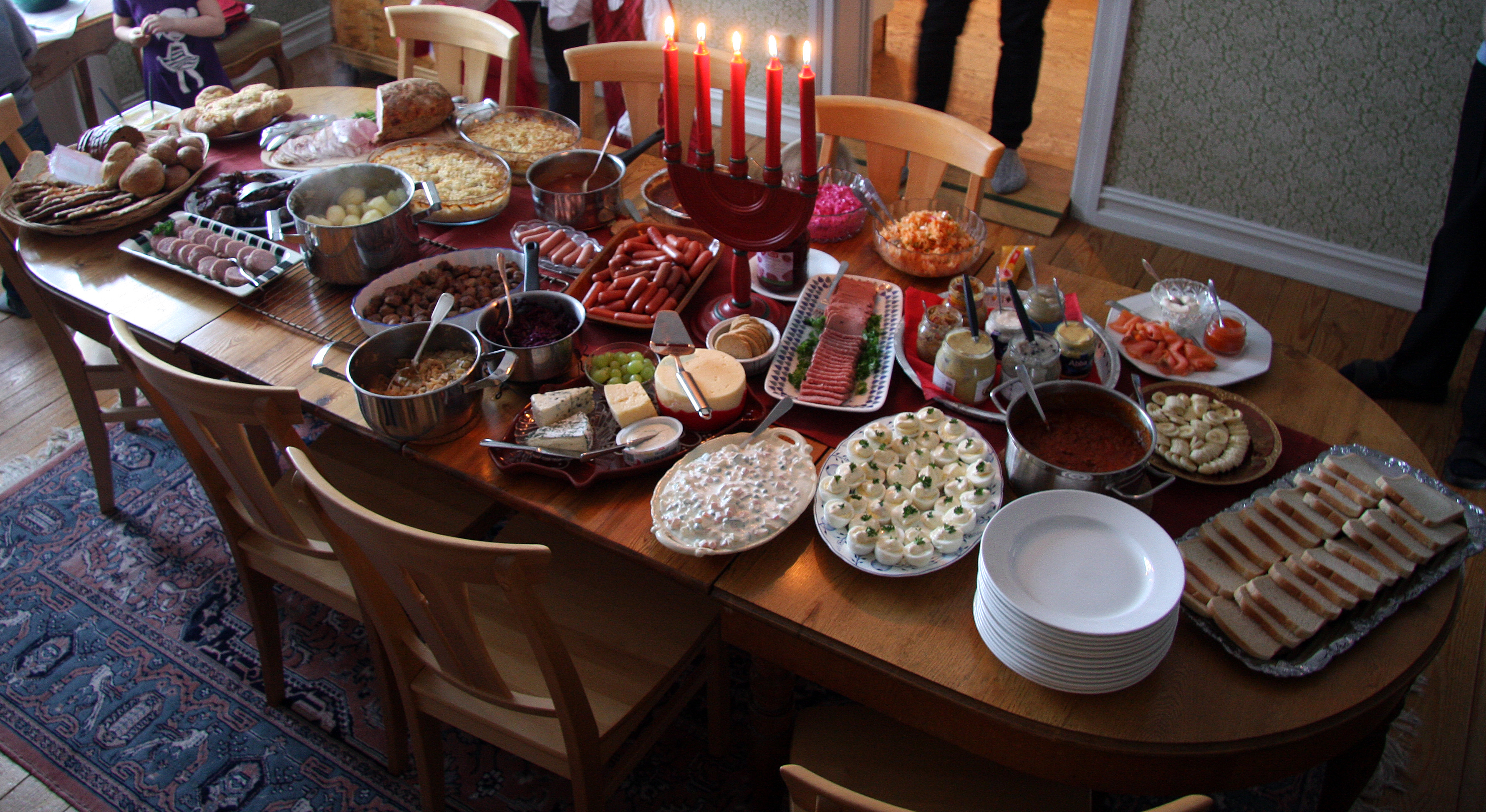
Lo julbord, variante natalizia dello smörgåsbord.

Lo smörgåsbord si compone di vari antipasti, piatti caldi e freddi, pesce, köttbullar (polpette di carne), formaggi, insalate, ecc.

### Varianti
Una variante dello smörgåsbord è lo julbord, preparato in occasione delle festività natalizie.

## Storia
Lo smörgåsbord, le cui origini risalgono al XIX secolo, venne fatto conoscere anche negli Stati Uniti da una delegazione svedese, in occasione della Fiera Internazionale del 1939.

## Lo smörgåsbord nella cultura di massa
- Smorgasbord era il titolo originale del film con Jerry Lewis Cracking Up (titolo della versione italiana: Qua la mano picchiatelloǃ..).[5]